# Chris Farley
Pour les articles homonymes, voir Farley.
Christopher Crosby Farley, dit Chris Farley, né le 15 février 1964 à Madison (Wisconsin) et mort le 18 décembre 1997, à l'âge de 33 ans, à Chicago (Illinois), est un acteur américain connu pour ses rôles dans des films comiques tels que Le Courage d'un con, Black Sheep et Le Ninja de Beverly Hills.

## Biographie
Chris Farley est connu pour son style comique énergique et fort. Il a été membre du Second City Theatre de Chicago et, plus tard, membre de la distribution de la série NBC Saturday Night Live entre 1990 et 1995. Il va ensuite poursuivre une carrière cinématographique et former un duo comique avec David Spade dans les films Le Courage d'un con et Black Sheep. Chris Farley a souffert d'obésité pendant une grande partie de sa vie et au moment de sa mort, il pesait 134 kg. Il a commencé à abuser de l'alcool et des drogues illicites au début de sa carrière, ses dépendances entraînant des suspensions répétées de Saturday Night Live. 
Le 18 décembre 1997, il est retrouvé mort par son frère cadet, John, dans son appartement du 875 North Michigan Avenue à Chicago. Les résultats de l'autopsie dévoilés le 2 janvier 1998 révèlent que Farley est mort d'une overdose de cocaïne et de morphine, après quatre jours de fêtes, période où il a consommé diverses drogues et a ingéré des quantités impressionnantes d'alcool (dépendance pour laquelle il avait eu recours à dix-sept cures de désintoxication).
Farley était initialement le doubleur de Shrek, personnage principal du film éponyme, et environ 90 % des répliques étaient enregistrées au moment de sa mort. Il est remplacé par Mike Myers avec un script complètement réécrit. 
En 2018, Adam Sandler lui rend hommage avec une chanson sur leur amitié dans son spectacle Adam Sandler: 100 % Fresh sur Netflix.

## Honneurs
Le 26 août 2005, une étoile à son nom est inaugurée au Hollywood Walk of Fame.

## Filmographie
- 1975 : Saturday Night Live (Saturday Night Live) (série TV) : Divers (1990-1995)
- 1992 : Wayne's World de Penelope Spheeris : Vigile
- 1993 : Coneheads de Steve Barron : Ronnie le mécanicien
- 1993 : Wayne's World 2 de Stephen Surjik : Milton
- 1994 : Airheads de Michael Lehmann : Officier Wilson
- 1995 : Billy Madison de Tamra Davis : Conducteur de bus
- 1995 : Le Courage d'un con (Tommy Boy) de Peter Segal : Thomas « Tommy » Callahan III
- 1996 : Black Sheep de Penelope Spheeris : Mike Donnelly
- 1997 : Le Ninja de Beverly Hills (Beverly Hills Ninja) de Dennis Dugan : Haru
- 1998 : Almost Heroes de Christopher Guest : Bartholomew Hunt
- 1998 : Sale boulot (Dirty Work) de Bob Saget : Jimmy